# USS Aulick (DD-258)
Za druga plovila z istim imenom glejte USS Aulick.
USS Aulick (DD-258) je bil rušilec razreda Clemson v sestavi Vojne mornarice Združenih držav Amerike.
Rušilec je bil poimenovan po pomorskem častniku Johnu H. Aulicku.

## Zgodovina
V sklopu sporazuma rušilci za baze je bila 8. oktobra 1940 predana Kraljevi vojni mornarici, kjer so ladjo preimenovali v HMS Burnham (H82).